# Rhinoceros (singolo)
Rhinoceros è un singolo promozionale del gruppo musicale statunitense The Smashing Pumpkins, pubblicato nel 1991 ed estratto dall'album Gish.

## Tracce
- Lato A

1. Rhinoceros – 5:57

- Lato B

1. Siva – 4:20

## Formazione
- Billy Corgan – voce, chitarra
- James Iha – chitarra
- D'arcy Wretzky – basso
- Jimmy Chamberlin – batteria